# Pozdní Chan (Pět dynastií)
Říše Pozdní Chan (čínsky v českém přepisu Chou Chan, pchin-jinem Hòu Hàn, znaky zjednodušené 后汉, tradiční 後漢) byl jeden ze států, které se vystřídaly v severní Číně po pádu říše Tchang, v období Pěti dynastií a deseti říší. Založil ji roku 947 Liou Č’-jüan, vůdce vzpoury proti nadvládě říše Liao; zanikla roku 951, kdy generál Kuo Wej svrhl Liou Č’-jüanova syna a založil říši Pozdní Čou.

## Historie
Od roku 936 severní polovinu Číny ovládala říše Pozdní Ťin. Říše byla slabá, fakticky byla jen o málo více, než loutkový stát závislý na expanzivní kitanské říši Liao, která se rozkládala v dnešním Mandžusku. Ťinský císař se nakonec postavil proti Kitanům, vypukla válka a roku 946 císař říše Liao Jie-lü Te-kuang vytáhl v čele armády do severní Číny a říši Pozdní Ťin dobyl. V jejím hlavním městě zanechal místodržitele a vydal se na zpáteční cestu, na níž onemocněl a v květnu 947 zemřel.
Liou Č’-jüan byl v říši Pozdní Ťin vojenský guvernér Ping-čou, oblasti kolem Tchaj-jüanu v dnešní Šan-si, která byla dlouho baštou tureckých Šatoů. Roku 947 se postavil do čela vzpoury proti kitanské správě a rychle dobyl severní Čínu.
Prohlásil se císařem a svůj stát nazval Pozdní Chan. Hlavní město umístil v Pien, dnešním Kchaj-fengu. Říše Pozdní Chan držela v zásadě stejné území jako Pozdní Ťin. Ovládala severočínskou nížinu, na západě i Šen-si, na severu Šan-si a většinu Che-peje, ale nejsevernější část Che-peje kontrolovala kitanská říše Liao.
Liou Č’-jüan zemřel rok po založení státu; následoval ho jeho mladý syn Liou Čcheng-jou. Ale počátkem roku 951 provedl chanský generál čínského původu Kuo Wej státní převrat a prohlásil se císařem říše Pozdní Čou. Kuo Wej byl první vládce severní Číny čínského (přesněji chanského) původu od roku 923. Do historie vešel jako schopný vládce, který se pokoušel zlepšit postavení rolníků. Po třech letech vlády, roku 954, onemocněl a zemřel.
Zbytky stoupenců Pozdní Chan se vrátili do tradiční šatoské sféry vlivu v Šan-si. Pod vedením Liou Č’-jüanova bratra Liou Čchunga zde založili samostatný stát Severní Chan, který si s podporou říše Liao udržel nezávislost a přežil tak jak Pozdní Chan, tak jejího nástupce Pozdní Čou. Zničen byl až do roku 979 armádou říše Sung.

## Císařové
| Jméno         | Jméno         | Jméno                    | Narození úmrtí | Vláda   | Éra vlády                                    |
| chrámové      | posmrtné      | příjmení a osobní jméno  | Narození úmrtí | Vláda   | Éra vlády                                    |
| ------------- | ------------- | ------------------------ | -------------- | ------- | -------------------------------------------- |
| Kao-cu (高祖) |               | Liou Č’-jüan (劉知遠)    | 895–948        | 947–948 | Tchien-fu (天福, 947) Čchien-jou (乾祐, 948) |
|               | Jin-ti (隱帝) | Liou Čcheng-jou (劉承祐) | 930–951        | 948–951 | Čchien-jou (乾祐, 948–951)                   |